# رسائل الشرقي وأيامه (مسرحية)
رسائل الشرقي وأيامه مسرحية سعودية عرضت عام 1428هـ2007م استعرضت مسرحية «رسائل الشرقي» جزءًا من فترة الحكم العثماني، وذلك من خلال شخصية رجل يُدعى «الشرقي»، يقوم بكتابة الرسائل أو ما يُعرف محليا بـ«المعاريض»، التي يكتبها بمقابل مادي ومن خلال موضوعات رسائل الناس يتم توثيق جزء من الحكم العثماني.
ومن خلال الرسائل التي كتبت في الاحساء في العام 1288هـ-1871م التي كتبها الشرقي للناس، تنكشف ملامح الحكم العثماني الذي اتسم بالقسوة على الشعب، حيث كان يفرض الضرائب عليهم في الوقت الذي يمنعون فيه من التعليم تحت حجة أن التعليم خاص بأبناء الوالي. أما الفلاح فيعلم ابنه الفلاحة، والنجار يعلم ابنه النجارة، وينسحب ذلك على جميع أصحاب الحرف. وتعرض المسرحية إلى مقاومة أبناء الاحساء للحكم العثماني آنذاك بالإصرار على التعليم كوسيلة لعدم الخضوع لذلك الحاكم.
و«الشرقي»، شخصية حقيقية عاشت في تلك الفترة، وكان يتخذ من سوق القيصرية مقرا له، فيأتي إليه العامة ـ حيث كان تسود بينهم الأمية ـ لكتابة رسائل لهم لإرسالها إلى أقارب أو أصدقاء لهم خارج الأحساء، أو لتجار لطلب شراء بضاعة من الهند أو غيرها. وتضطرب حياة «الشرقي» حينما يدعوه الحاكم لكتابة رسالة إلى الوالي بعد أن يمرض كاتبه فيستعين بالشرقي، الذي يطلب منه بعد كتابة الرسائل عدم إفشاء أسرار الدولة، وأن ذلك يعرضه للسجن وربما القتل، فيوضع «الشرقي» تحت مراقبة السلطة، التي يقاومها بتعليم الناس القراءة والكتابة كطريقة وحيدة لمواجهتها، ومن خلال «الشرقي» الذي هو شاهد على المرحلة التي عاشتها الأحساء قبل حوالي 200 سنة يتعرّف الجمهور على شيء من ملامح الحكم العثماني في تلك المنطقة.